# Eduard Babauczek
Eduard Babauczek (* 19. Jänner 1925 in Wien; † 27. September 1968) war ein österreichischer Fußballschiedsrichter.

## Sportlicher Werdegang
Babauczek legte 1949 seine Schiedsrichterprüfung ab und wurde später in den Kreis der Schiedsrichter der A-Liga aufgenommen. 1965 avancierte er zum FIFA-Schiedsrichter und leitete in der Folge auch internationale Matches. Dabei feierte er am 21. November des Jahres sein Länderspieldebüt, als das Qualifikationsspiel zwischen Israel und Bulgarien für die WM-Endrunde 1966 leitete.
Im September 1968 war Babauczek für das Meisterschaftsspiel zwischen dem Linzer ASK und dem FC Wacker Innsbruck vorgesehen. Bei der Anreise zum Spiel verunglückte er mit dem Auto, alle vier Insassen – darunter neben den als Linienrichtern vorgesehenen Emmerich Rau und Wilhelm Koldert auch die Ehefrau Babauczeks – fielen den dabei erlittenen Verletzungen zum Opfer und starben entweder direkt oder in den Folgetagen im Krankenhaus. Erich Linemayr, der die Leitung des Spiels kurzfristig übernahm, folgte ihm auch als internationaler Schiedsrichter auf der FIFA-Liste.